# EX-374
La EX-374 es una carretera de titularidad de la Junta de Extremadura. Su categoría es local. La denominación oficial es EX-374, de N-521 a Portugal por Cedillo.

## Historia de la carretera
Es la antigua CC-221 que fue renombrada en el cambio del catálogo de Carreteras de la Junta de Extremadura en el año 1997.
En el Decreto de 2000, con la inclusión del nuevo Catálogo, se incorporó a esta carretera la EX-375 (antigua CC-222), de Cedillo a Puerto fluvial del Sever, unificándose todo el trayecto con una sola denominación.
La nomenclatura EX-375 actualmente no está asignada a ninguna carretera de la Junta de Extremadura.

## Inicio
Tiene su origen en la intersección con la N-521.

## Final
El final está en la frontera con Portugal, cerca de la localidad de Cedillo, sobre el cuerpo de la presa del mismo nombre.

## Trazado, localidades y carreteras enlazadas
La longitud real de la carretera es de 40.410 m, de los que la totalidad discurren en la provincia de Cáceres.
Su desarrollo es el siguiente:
| P. K.           | HITO                                                     |
| --------------- | -------------------------------------------------------- |
| 0+000           | Inicio: N-521                                            |
| 4+460           | Intersección CC-37 . (Santiago de Alcántara)             |
| 17+790          | Intersección EX-376 . (Herrera de Alcántara)             |
| 31+080          | Intersección CC-125 . (Herrera de Alcántara)             |
| 34+120 - 35+170 | Travesía de Cedillo                                      |
| 34+250          | Intersección variante de Cedillo                         |
| 35+410          | Intersección variante de Cedillo                         |
| 38+220          | Acceso a poblado de la central hidroeléctrica de Cedillo |
| 40+410          | Final: Frontera de Portugal. Central hidroeléctrica.     |

## Otros datos de interés
(IMD, estructuras singulares, tramos desdoblados, etc.).
Los datos sobre Intensidades Medias Diarias en el año 2006 son los siguientes:
| P. K.            | IMD | Ligeros | Pesados | % Pesados |
| ---------------- | --- | ------- | ------- | --------- |
| 4+000            | 720 | 700     | 20      | 2,8       |
| 15+000           | 324 | 312     | 13      | 4,0       |
| 20+700 (Cedillo) | 229 | 223     | 6       | 2,6       |

## Evolución futura de la carretera
La carretera se encuentra acondicionada dentro de las actuaciones previstas en el Plan Regional de Carreteras de Extremadura.